# Anurophorus elongatus
Anurophorus elongatus är en urinsektsart som beskrevs av Fjellberg 1984. Anurophorus elongatus ingår i släktet Anurophorus och familjen Isotomidae. Inga underarter finns listade i Catalogue of Life.